# 第百三十三国立銀行
第百三十三国立銀行（だいひゅくさんじゅうさんこくりつぎんこう）は、滋賀銀行の前身となった明治期の銀行。
1879年（明治12年）4月、第六十四国立銀行から分離・独立する形で、資本金10万円で滋賀県彦根市銀座町に開業される。設立時の頭取は彦根藩士族伊関寛治、取締役兼支配人には後に日本生命を創業する弘世助三郎。その後、株式会社百三十三銀行と改称。1933年（昭和8年）10月1日に近江八幡に本拠を置く八幡銀行と合併し、本店を大津に移すと同時に、滋賀銀行と改称。

## 八幡銀行との合併
彦根市を本拠とする当行と、近江八幡市に本拠を構える八幡銀行は共に滋賀県内の有力行であり、覇を競う関係にあった。当時政府は、一県一行政策を推進しており、滋賀県内においては、県庁所在地である大津市に有力行がなかったこともあり、日本銀行の強力な勧奨のもと両行の合併と同時に大津市への本店移転が行われた。
合併の協議に際しては、当初、当行は本店を彦根市に置くことを主張したが、受け入れられなかった。しかしながら合併が破談となった場合には、八幡銀行が本店を大津に移転させ県内の有力行としての地位を優位に進める可能性があったこともあり、最終的には合併を受け入れることになった。

## 沿革
- 1879年（明治12年）4月：滋賀県彦根市で開業
- 1899年（明治32年）2月：営業満期国立銀行処分法により百三十三銀行と改称
- 1901年（明治34年）11月：彦根商業銀行と合併
- 1927年（昭和2年）12月：高島銀行を買収
- 1928年（昭和3年）12月：寺庄銀行と合併
- 1929年（昭和4年）5月：淡海銀行を買収
- 1933年（昭和8年）10月：八幡銀行と合併して、滋賀銀行と改称